# Giròvag

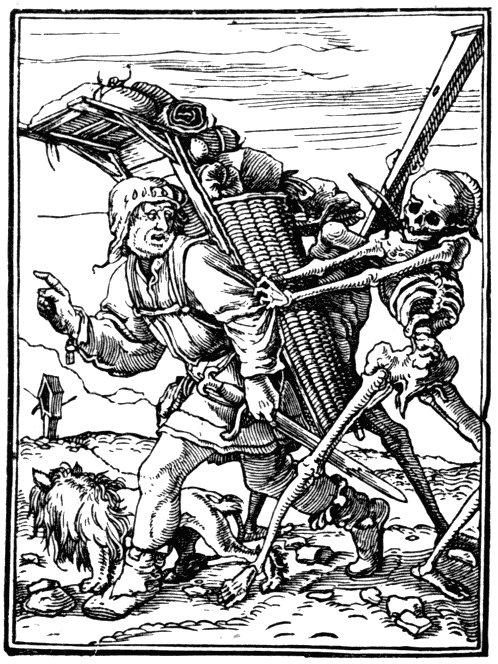
Un dels gravats de la Dansa macabra d'Hans Holbein el Jove (1538)

Els giròvags o monjos errants, eren certs monjos errants i rodamons, que viatjaven sense una destinació predeterminada, allotjant-se en els monestirs que anaven trobant pel camí. Aquests monjos no acceptaven cap de les regles monàstiques pròpies dels monjos cenobites.

## Etimologia
El terme és manllevat del llatí tardà gyrovăgus (de gyrus, «gir», i vagus, «rodamón») una paraula híbrida que consisteix en el grec antic γῦρος (giros), és a dir, "roda", i el verb llatí vagor, "vagar". El terme copte "sarakot" i l'àrab "serakuda" poden significar el mateix. En l'islamisme, es diu també giròvags als dervixs dansaires o mevlevís.

## Història
El tema de la ubicació és un debat constant en el monaquisme. Des de l'antiguitat, hi havia monjos que buscaven austeritat en el desarrelament i vagaven inquiets, mentre que d'altres rebutjaven els viatges gratuïts, considerant-los indignes i elogiaven l'afecció local (Stabilitas loci).
Per a l'Església cèltica, el desarrelament (peregrinatio) va ser un factor important que va influir en el seu ascetisme i en tota la història d' Europa: molts països europeus van ser cristianitzats per monjos errants irlandesos. L'austeritat consistia en confiar en la Providència de Déu i renunciar a la seguretat dels vincles socials. Seguint l'exemple de Crist i els seus dotze apòstols que van fer un viatge.
D'altra banda, els catòlics romans van considerar "immoral" la vida errant dels monjos itinerants i aviat deixaren de practicar-la. Més tard, es va prohibir als monjos abandonar els seus monestirs. El terme giròvag apareix documentat al segle VI en un tractat monàstic d'origen benedictí, la Regla de Sant Benet, on és descrit de manera despectiva. Benet de Núrsia els considerava miserables i els acusava de satisfer les seves passions i desitjos. Agustí els va anomenar Circumcellions (circum cellas = els que ronden pels graners) i els va atribuir la venda de relíquies falses com la seva innovació. Joan Cassià també esmenta una classe de monjos, que podria haver estat la mateixa, que tenien fama de golafres i que es negaven fer dejuni en els moments adequats.
Amb l'establiment de la Regla de Sant Benet, les formes cenobítica i anacoreta del monaquisme es van convertir en la forma acceptada de monaquisme dins l'Església cristiana, i el fenomen del monjo errant o giròvag es va anar fent més impopular.
| «                     | La quarta mena de monjos és la que en diuen dels giròvags, els quals es passen tota la vida per diverses regions, albergant-se tres o quatre dies als diferents monestirs, 11 sempre rondant i mai quiets, ser vint els seus propis volers i els incentius de la gola, i en tot pitjors que els sarabaïtes. Del miserable estil de vida de tots ells, més val no dir-ne res que parlar-ne. 13 Deixats, doncs, aquests de banda, posem-nos a ordenar amb l'ajut del Senyor el llinatge fortíssim dels cenobites. | » |
| — Regla de Sant Benet | |   |

Finalment, aquesta pràctica va ser prohibida pel Concil de Calcedònia de 451 i ratificada la prohibició al Segon Concili de Nicea II, que va tenir lloc el 787.
Igual que amb el terme sarabaïtes, després del segle VIII el terme giròvag s'utilitzava de vegades de manera pejorativa per referir-se als monjos degenerats dins d'un monestir o als venedors ambulants.
A principis del segle XIII, alguns dels primers frares predicadors de l'orde dominic van ser destituïts com a girovàgs, i la seva predicació activa va ser criticada pels monjos que vivien als monestirs.
Els monjos ambulants no van desaparèixer, però, i es troba aquest tipus de personalitat entre els monjos irlandesos, reevangelitzadors de l'Europa occidental medieval seguint a Columbà, així com entre els sacerdots britànics que oficiaven a l'Armòrica occidental el segle VI.
El girovaguisme sembla haver sobreviscut molt més temps en la tradició monàstica de les Esglésies orientals. Fins fa poc, els monjos pelegrins (stranniks) eren tolerats a Bulgària i Rússia, i alguns d'ells reconeixia l'estatus de Fol-en-Christ (Boig per Deu) Els estatuts del Mont Athos preveuen que poden ser expulsats per la força de l'ordre públic, si és necessari.
El 1936 Olivier Joseph va publicar Notes d'un Girovague - Voyages en Sud-Europe 1921-1922

## Actualitat
Tot i que el dret canònic de l'Església catòlica romana ja no reconeix aquest tipus de vida monàstica, encara hi ha intents de monjos amb vida giròvaga, tal com descriu Antoine Gaeta al seu llibre Je suis fasciné par la vie monastique. El germà Antoine (Louis Chauvel) descriu la seva vida a Le Paradis c'est ici. També pateix una forma de girovaguisme. Aquests dos treballs argumenten les raons per esdevenir giròvag:
- En primer lloc, un monjo pot ser-ho sense caure en els excessos denunciats per sant Benet i per l'Església catòlica. El girovaguisme pot afectar una part, rarament tota la vida d'un monjo, normalment independentment de la seva voluntat. Per exemple: en temps de guerra, les evacuacions també afecten els monjos, i els monestirs poden ser requisats. L'abadia de Clervaux (Luxemburg), per exemple, es va transformar en escola nazi durant la Segona Guerra Mundial. Segons les possibilitats d'acollida d'altres monestirs, van ser necessaris diversos canvis per a molts monjos.
- Altres imperatius de la vida (servei militar, suport familiar, etc.) poden interrompre temporalment la vida monàstica.
- Un monjo pot sentir la necessitat de canviar d'escenari en la recerca personal per enfortir la seva fe, respondre a la crida interior del desert (eremitisme), fer un pelegrinatge llunyà o sentir un període de dubte.

En aquests casos, un monjo pot ser considerat com un giròvag o com algú que ha viscut un període de girovaguisme, sense, però, incomplir el seu deure monàstic.